# Et pour les Flamands la même chose
Et pour les Flamands la même chose (Frans voor "en voor de Vlamingen hetzelfde") is in Vlaanderen een bekende zinsnede waarmee de weigerachtige houding van Franstalige Belgen wordt aangeduid om de Nederlandse taal te gebruiken tegen Vlamingen.
De zinsnede gaat terug tot de Eerste Wereldoorlog, toen Belgische officieren hun bevelen aan soldaten in het Frans gaven, ook wanneer de soldaten die taal niet machtig waren. Zo zouden ze dit honende zinnetje aan hun Franse orders hebben toegevoegd, in plaats van ze in het Nederlands te herhalen. In de mythologie die rond de Vlaamse Beweging werd geweven, werd hieruit het verhaal gedistilleerd dat eenvoudige jongens de dood werden ingejaagd omdat ze de bevelen niet begrepen. Het Frans was weliswaar de dominante taal in het Belgisch leger, maar er zijn geen geschreven aanwijzingen dat Vlaamse soldaten gestorven zijn doordat zij de taal van hun oversten niet verstonden.
Het hele verhaal was een propagandamythe gecreëerd door collaborerende flaminganten. Het zinnetje werd, zo blijkt uit een soldatenbrief uit 1915, niet eerst gebruikt als een spotternij van Franstalige onderofficieren, maar als iets wat Vlamingen na een briefing tegen elkaar zeiden. De legende werd verder verspreid door Edgar Rietjens en Frans Van Cauwelaert, zij het zonder expliciet een causaal verband te leggen tussen de Franse bevelen en het sneuvelen. Ze kon aannemelijk worden in de context van de Duitse Flamenpolitik, die met gefingeerde soldatenbrieven en andere propagandatechnieken constant de boodschap bracht dat Vlaamse soldaten door de Belgische staat werden vermoord. Voorzichtige initiatieven om de positie van het Nederlands in het leger te verbeteren, zoals de omzendbrief van 22  augustus 1917 van minister van Oorlog Armand De Ceuninck, of het ministeriële dagorder van 28 augustus 1917 dat kennis van het Nederlands in aanmerking nam bij bevorderingen, werden aangegrepen als impliciete bevestigingen van de aanklachten. De finale stap naar causaliteit werd eind 1917 gezet door het Vlaamsch-Belgisch Verbond. In een publicatie De Indeeling van de Belgische Weermacht, waarin eentalige Vlaamse en Waalse regimenten werden geëist, schreef het:
Hoevele Vlamingen zijn er niet gevallen als slachtoffers van onbegrepen of verkeerd begrepen Franse bevelen en mededelingen? Hoevelen hebben niet met hun leven het misverstand van een Waalse meerdere bekocht?
Ook de Raad van Vlaanderen deed er alles aan om de mythe ingang te doen vinden. Haar lid George Roose bracht in juli 1918 een brochure uit getiteld Wat Dr. Frans Van Cauwelaert zegt over de wantoestanden in het Belgisch leger aan den IJzer, waarin hij schreef:
…de Belgische meesters […] onvermurwbaar neerblikkend op de dode Vlamingen… Vlaamse vaders, wroeters, tweederangsburgers in België, uw bloed! Vlaamse moeders […] uw geweldige trots! […] vermoord door het misverstand van Waalse meerderen! Vermoord! Hebt gij meer nodig om tot opstand te komen? Om de verrotting weg te snijden?
Uiteindelijk volgde een regelrechte beschuldiging van genocide in de brochure Vlaanderens Weezang aan den IJzer van juli 1918. In samenspraak met de bezetter betichtten Karel De Schaepdrijver en Julius Charpentier daarin het Belgische officierenkorps ervan het Vlaamse ras stelselmatig uit te roeien door Vlaamse regimenten moordende offensieven te laten ondernemen. Als bewijs werd een vervalst citaat van Fernand Neuray opgegeven. In realiteit waren alle eenheden taalgemengd, en was het Belgische leger het enige dat niet deelnam aan de zelfmoordoffensieven.
Na de oorlog zorgde de Frontpartij ervoor dat de mythe van Franstalige bevelen als doodsoorzaak van Vlaamse soldaten, bleef rondgaan.
In 1994 werd in Gent een tentoonstelling gehouden onder de titel Pour les Flamands la même chose. Hoe de taalgrens ook een sociale grens was, waarbij ook een boek onder dezelfde titel verscheen.